# Ferrari F430
Ferrari F430 — спорткар от Ferrari, представленный в 2004 году на Парижском автосалоне и выпускавшийся до 2009 года. Последний суперкар был продан 17 апреля 2009 года на специальном аукционе в Маранелло, а вырученные средства были направлены на восстановление региона Абруцци и его административного центра Л’Акуилы, которые сильнее всего пострадали при землетрясении, произошедшем в Италии в ночь на 6 апреля 2009 года. Последний F430 получил двухцветную окраску кузова, выполненную в соответствии с традиционными цветами региона Абруцци, а также сертификат за подписью президента итальянской компании Луки Кордеро ди Монтедземоло с благодарностью за покупку автомобиля и, соответственно, пожертвование на восстановление разрушенных землетрясением районов.

## Модификации

### F430 Spider
F430 Spider открытая версия F430. Интерьер спайдера аналогичен интерьеру купе.

### F430 Challenge
F430 Challenge это гоночная версия F430 для Ferrari Challenge. Двигатель остался нетронутым, но масса автомобиля снижена, что позволяет ему разгоняться до 315 км/ч. Серийная модель была представлена на автосалоне в Лос-Анджелесе в 2005 году.

### 430 Scuderia
Ferrari F430 Scuderia (итал. scuderia — «конюшня») — юбилейная дорожная версия серийного спорткара, выпущенная легендарной компанией из Маранелло — Ferrari. В сентябре 2007 года на автосалоне во Франкфурте F430 Scuderia была представлена семикратным чемпионом гонок «Формула-1» Михаэлем Шумахером.
Трековый автомобиль адаптирован для дорог общего пользования. F430 Scuderia оснащена системой стабилизации управления (англ. traction-control), она включает в себя пять режимов.
Снаряженный вес спорткара достигает 1250 кг. Его сухая масса стала меньше на 100 кг по сравнению с купе Ferrari F430. Благодаря этому F430 Scuderia является одним из самых энерговооруженных (соотношение единицы мощности на единицу массы) серийных суперкаров в мире.
Двигатель V8 (4,3 л) форсирован до 510 л. с. Усовершенствованная роботизированная 6-ступенчатая коробка полуавтомат позволяет переключать передачи со скоростью 60 миллисекунд.

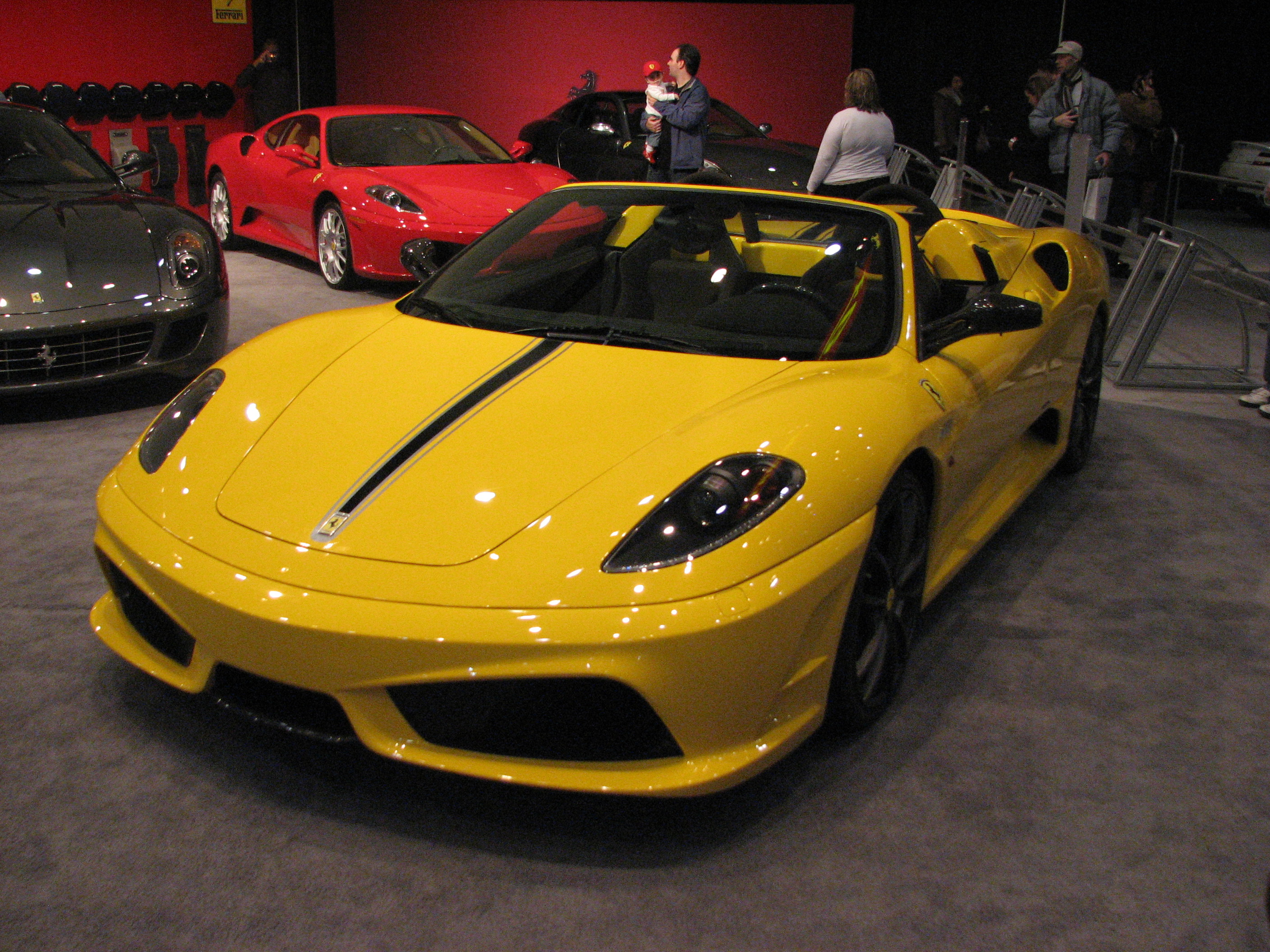
Ferrari 430 Scuderia Spider 16M

Интерьер автомобиля выполнен в традиционно-агрессивном спортивном стиле (карбон, углепластик).

### Scuderia Spider 16M
В ознаменование победы Ferrari в Кубке Конструкторов Формулы-1 в чемпионате мира 2008, обнародовал Scuderia Spider 16M на финале в Муджелло. Это открытая версия 430 Scuderia.
Двигатель имеет мощность 510 л. с. при 8000 об/мин и крутящий момент 470 Н·м при 5250 об/мин. Scuderia Spider 16M имеет массу 1340 кг, что на 80 кг легче стандартного спайдера. Авто разгоняется с места до сотни за 3,7 секунд и имеет максимальную скорость 315 км/ч.
Всего планируется выпустить 499 автомобилей.